# عبد النبي محمد

عبد النبي محمد (ممثل) 1904 - 1965

عبد النبي محمد (بالإنجليزية: Abd El Nabi Mohamed) ممثل مصري من مواليد 28 سبتمبر 1904  كان عضواً في مسرح رمسيس كما عمل في فرقة فاطمة رشدي المسرحية، بدأ مسيرته التمثيلية من خلال فيلم «بواب العمارة» وفيلم «المعلم بحبح»، عام 1935 ليشارك بعدها في عشرات من الأعمال بلغ عددها 82 عملاً  بين السينما والمسرح والإذاعة.

## أهم أعماله
فيلم «المعلم بحبح» عام 1935 للمخرج شكري ماضي.
فيلم «خالي شغل» عام 1955 للمخرج حسن عامر.
فيلم «بنادي عليك» عام 1955 للمخرج إسماعيل حسن.
مسرحية «حب وفلوس وجواز» عام 1959 تأليف أبو السعود الإبياري.
مسرحية «عمتي فتافيت السكر» عام 1960 للمخرج محمد توفيق.
فيلم «خلخال حبيبي» عام 1960 للمخرج حسن رضا.
فيلم «مع الناس» عام 1964 للمخرج كمال عطية.
فيلم «العنب المر» عام 1965 للمخرج فاروق عجرمة.

## وصلات خارجية
https://elcinema.com/person/1079444 عبد النبي محمد
https://dhliz.com/artist/abdel_naby_muhammad/ عبد النبي محمد
https://www.imdb.com/name/nm12495732/?ref_=fn_al_nm_1 عبد النبي محمد
https://karohat.com/Person/aecb8863-fca2-4d6f-809b-71d692a3f5bd عبد النبي محمد